# 17734 Буль
17734 Буль (17734 Boole) — астероїд головного поясу, відкритий 22 січня 1998 року.
Тіссеранів параметр щодо Юпітера — 3,513.